# 흰배바다수리
흰배바다수리(Icthyophaga leucogaster)는 수리목 수리과에 속하는 맹금류이다. 전체적인 몸의 크기는 70~85cm에 꼬리 길이는 21~26cm이고 날개를 편 길이가 1.7~2.1m인 거대한 맹금류이다.

## 특징
흰배바다수리는 이름답게 몸의 배 부분은 흰색인 부분이 많다. 날개는 어두운 회색을 띄고 있으며 부리 부분은 어두운 색을 띈다. 꽁지의 깃은 끝자락이 짧고 톱니 모양이며 날개를 접었을 때는 날개 끝이 꽁지 끝에 닫는다. 다리는 크림색을 띄고 있으며 발톱은 검은색을 띈다. 먹이로는 바다뱀과 같은 파충류, 물고기, 조류, 포유류, 갑각류, 두족류를 주로 사냥하는 육식성의 조류이며 때로는 죽은 동물의 사체를 먹기도 한다.

## 서식지
흰배바다수리가 사는 서식지는 이름답게 바다로 바다에서 사는 맹금류의 한 종이다. 바닷가 근처에 있는 나무나 바위에 주로 둥지를 틀며 한 둥지에 2~3개의 알을 낳고 암컷이 알을 품는다. 약 50일 이후에 부화하며 부화한 어린 새는 어미가 주는 먹이를 먹으면서 성장한다. 바다에서 나무와 바위가 많이 있는 바닷가 지역이 흰배바다수리의 주요 서식지가 된다. 주요한 서식 지역으로는 인도, 스리랑카, 중국 대륙 남부, 오스트레일리아 태즈메이니아주, 뉴기니섬, 비스마르크 제도이며 주로 인도양과 서부 태평양에 많이 서식하는 조류이다.

## 같이 보기
- 수리목
- 수리과
- 맹금류